# Países Bajos en los Juegos Paralímpicos de Seúl 1988
Los Países Bajos estuvieron representados en los Juegos Paralímpicos de Seúl 1988 por un total de 110 deportistas, 76 hombres y 34 mujeres.

## Medallistas
El equipo paralímpico neerlandés obtuvo las siguientes medallas:
| Nombre | Deporte                       | Evento                                          |
| --- | ----------------------------- | ----------------------------------------------- |
| Oro |                               |                                                 |
| Janet Jansen | Atletismo                     | 800 m A1-3A9L2 femenino                         |
| Janet Jansen | Atletismo                     | 1500 m A1-3A9L2 femenino                        |
| Janet Jansen | Atletismo                     | 3000 m A1-3A9L2 femenino                        |
| Ans Bouwmeester | Atletismo                     | Peso C4 femenino                                |
| Joke van Rijswijk | Atletismo                     | Salto de longitud B1 femenino                   |
| Jan Kleinheerenbrink | Atletismo                     | 200 m 4 masculino                               |
| Iwan van Breemen | Atletismo                     | 10 000 m 5 masculino                            |
| Jos van der Donk | Atletismo                     | Jabalina A2A9 masculino                         |
| Arno de Jong Jaap de Vries Carlo Dengerink Rudi Dijkstra Henk Donker Peter Guntlisbergen Paul Heersink Wilfred Hennink Hans Karmiggelt Chris Reinds Barend Verbeek                                        | Fútbol 7                      | Torneo masculino                                |
| Marga Aarts | Natación                      | 100 m espalda C8 femenino                       |
| Marga Aarts | Natación                      | 100 m libre C8 femenino                         |
| Jacqueline Nannenberg | Natación                      | 100 m espalda A2 femenino                       |
| Johan Mosterd | Natación                      | 100 m braza A4 masculino                        |
| Johan Mosterd | Natación                      | 100 m espalda A4 masculino                      |
| Johan Mosterd | Natación                      | 100 m libre A4 masculino                        |
| Johan Mosterd | Natación                      | 400 m libre A4 masculino                        |
| Johan Mosterd | Natación                      | 200 m estilos A4 masculino                      |
| Joris van Geel | Natación                      | 50 m braza C6 masculino                         |
| Joris van Geel | Natación                      | 50 m espalda C6 masculino                       |
| Joris van Geel | Natación                      | 100 m libre C6 masculino                        |
| Johannes Stokkel | Natación                      | 100 m braza L4 masculino                        |
| Johannes Stokkel | Natación                      | 100 m espalda L4 masculino                      |
| Jeffrey van Loon | Natación                      | 100 m braza 4 masculino                         |
| Jeffrey van Loon | Natación                      | 400 m libre 4 masculino                         |
| Marcel Poulisse | Natación                      | 100 m libre L4 masculino                        |
| Marcel Poulisse | Natación                      | 400 m libre L4 masculino                        |
| Henk de Groot | Natación                      | 100 m braza L5 masculino                        |
| Vincent Maassen | Natación                      | 100 m libre A2 masculino                        |
| Harold Kersten | Tenis de mesa                 | Individual C5 masculino                         |
| Niels Rohof Rein Zijda | Tenis de mesa                 | Equipo TT6 masculino                            |
| Plata |                               |                                                 |
| Jan Kleinheerenbrink | Atletismo                     | 100 m 4 masculino                               |
| Roelof Keen | Atletismo                     | 400 m 4 masculino                               |
| Willem Noorduin | Atletismo                     | Disco C5 masculino                              |
| Jan Dijs Servaas Kamerling Hubertus Klerks Henk Makkenze René Martens Erik Mink Frits Streyl Frans van Breugel Bob van den Broek Harry Venema Friedrich Wiegmann                                          | Baloncesto en silla de ruedas | Torneo masculino                                |
| Sjerstin Vermeulen | Natación                      | 100 m braza L6 femenino                         |
| Sjerstin Vermeulen | Natación                      | 100 m espalda L6 femenino                       |
| Sjerstin Vermeulen | Natación                      | 400 m libre L6 femenino                         |
| Jacqueline Nannenberg | Natación                      | 200 m estilos A2 femenino                       |
| Jeffrey van Loon | Natación                      | 50 m mariposa 4 masculino                       |
| Jeffrey van Loon | Natación                      | 100 m espalda 4 masculino                       |
| Jeffrey van Loon | Natación                      | 100 m libre 4 masculino                         |
| Jeffrey van Loon | Natación                      | 200 m estilos 4 masculino                       |
| Marco Elout | Natación                      | 50 m braza L3 masculino                         |
| Marco Elout | Natación                      | 50 m espalda L3 masculino                       |
| Marco Elout | Natación                      | 200 m libre L3 masculino                        |
| Patrick Buygel | Natación                      | 100 m braza C8 masculino                        |
| Kasper Engel | Natación                      | 100 m libre C5 masculino                        |
| Marcel Poulisse | Natación                      | 100 m mariposa L4 masculino                     |
| Johannes Stokkel | Natación                      | 200 m estilos L4 masculino                      |
| Vincent Maassen | Natación                      | 400 m libre A2 masculino                        |
| Equipo | Natación                      | 4 × 100 m libre A-L masculino                   |
| Eef Tammel | Tiro                          | Rifle de aire de pie 2-6 masculino              |
| Ton de Haas Eef Tammel Jan van de Wetering | Tiro                          | Rifle de aire de pie por equipos 2-6 mixto      |
| Herman Bernenschot Henk Bolthuis Harry Domen Addi Dost Henk Dost Gerard Kroon J. Milcerhdt Alfred Oonk Herman Ravier Pieter Top Willem van Laar Andre Venderbosch                                         | Voleibol sentado              | Torneo masculino                                |
| Bronce |                               |                                                 |
| Ruud Sybes | Atletismo                     | Disco C7 masculino                              |
| Ruud Sybes | Atletismo                     | Peso C7 masculino                               |
| Theo Duyvestijn | Atletismo                     | 100 m 1C masculino                              |
| Jan Kleinheerenbrink | Atletismo                     | 400 m 4 masculino                               |
| Iwan van Breemen | Atletismo                     | 5000 m 5-6 masculino                            |
| Yvonne Broersma-Schaefer Jorien Buurman Theodora de Haan Francisca de Rijk Jolanda Kok Christina Makkes-Klok Jozima Mosely Marijke Ruiter Maaike Smit Ingeborg Tiggelman Guda van der Laan Neeltje van Es | Baloncesto en silla de ruedas | Torneo femenino                                 |
| Sjerstin Vermeulen | Natación                      | 100 m libre L6 femenino                         |
| Sjerstin Vermeulen | Natación                      | 200 m estilos L6 femenino                       |
| Jacqueline Nannenberg | Natación                      | 100 m mariposa A2 femenino                      |
| Rutger Sturkenboom | Natación                      | 100 m braza L5 masculino                        |
| Rutger Sturkenboom | Natación                      | 200 m estilos L5 masculino                      |
| Vincent Maassen | Natación                      | 100 m espalda A2 masculino                      |
| Vincent Maassen | Natación                      | 200 m estilos A2 masculino                      |
| Patrick Buygel | Natación                      | 100 m libre C8 masculino                        |
| Patrick Buygel | Natación                      | 200 m libre C8 masculino                        |
| Marco Elout | Natación                      | 100 m libre L3 masculino                        |
| Marco Elout | Natación                      | 200 m estilos L3 masculino                      |
| Henk de Groot | Natación                      | 100 m espalda L5 masculino                      |
| Johan Mosterd | Natación                      | 100 m mariposa A4 masculino                     |
| Johannes Stokkel | Natación                      | 100 m mariposa L4 masculino                     |
| Marcel Poulisse | Natación                      | 200 m estilos L4 masculino                      |
| Kasper Engel | Natación                      | 400 m libre C5 masculino                        |
| Equipo | Natación                      | 4 × 50 m estilos A1-A8 masculino                |
| Equipo | Natación                      | 4 × 100 m estilos A-L masculino                 |
| Jolanda Paardekam | Tenis de mesa                 | Individual 2 femenino                           |
| Freed Hazewinkel | Tiro                          | Pistola de aire sentado LSH1 masculino          |
| Jan van de Meerendonk | Tiro                          | Pistola de aire de pie LSH2 masculino           |
| Eef Tammel | Tiro                          | Rifle de aire en tres posiciones 2-6 masculino  |
| Ton de Haas Eef Tammel Jan van de Wetering | Tiro                          | Rifle de aire de rodillas por equipos 2-6 mixto |